# Taufstein
Taufstein este vârful cel mai înalt în Oberwald Hessa din grupa Mittelgebirge, munții  Vogelsberg.